# Last One Standing
«Last One Standing» — песня американской певицы Скайлар Грей и американских рэперов Polo G, Mozzy и Эминема, написанная для саундтрека к фильму 2021 года «Веном 2». Песня была выпущена 30 сентября 2021 года, за день до выхода фильма. Сопровождающее песню лирик-видео представлено как дуэт Венома и его отпрыска Карнажа, которые обсуждают своих носителей.

## Трек-лист
Диск 1
| №  | Название            | Длительность |
| -- | ------------------- | ------------ |
| 1. | «Last One Standing» | 4:17         |

Диск 2
| №                   | Название                                  | Длительность |
| ------------------- | ----------------------------------------- | ------------ |
| 1.                  | «Last One Standing (из фильма „Веном 2“)» | 4:18         |
| 2.                  | «Venom (Remix)»                           | 4:21         |
| Общая длительность: | Общая длительность:                       | 8:39         |

## Чарты
| Чарт (2021)                           | Высшая позиция |
| ------------------------------------- | -------------- |
| Австралия (ARIA)                      | 70             |
| Канада (Billboard Canadian Hot 100)   | 38             |
| Чехия (Singles Digitál Top 100)       | 65             |
| Германия (GfK)                        | 84             |
| Мир (Billboard Global 200)            | 53             |
| Греция (IFPI)                         | 96             |
| Ирландия (IRMA)                       | 47             |
| Новая Зеландия (RMNZ)                 | 2              |
| Норвегия (VG-lista)                   | 26             |
| Словакия (Singles Digitál Top 100)    | 59             |
| Швеция (Sverigetopplistan)            | 68             |
| Швейцария (Schweizer Hitparade)       | 48             |
| Великобритания (OCC UK Singles)       | 46             |
| Великобритания (OCC UK Hip Hop/R&B)   | 18             |
| США (Billboard Hot 100)               | 78             |
| США (Billboard Hot R&B/Hip-Hop Songs) | 31             |

## Сертификации
| Регион                                                                      | Сертификация | Продажи |
| --------------------------------------------------------------------------- | ------------ | ------- |
| США (RIAA)                                                                  | Золотой      | 500 000 |
| Данные о продажах + прослушиваниях приведены только на основе сертификации. |              |         |